# Germán Zea Hernández
Germán Zea Hernández (Bogotá, 15 de abril de 1905-ibídem, 8 de febrero de 1989) fue un abogado, político y diplomático colombiano.
Como miembro del Partido Liberal, se desempeñó dos veces como representante Permanente de Colombia ante las Naciones Unidas, y ocupó los Ministerios de Gobierno, Justicia y Relaciones Exteriores, fue nombrado contralor general de Colombia, alcalde mayor de Bogotá y gobernador de Cundinamarca. Hizo parte además de ambas Cámaras del Congreso como senador y Representante; también fue rector de la Universidad Libre de Colombia.

## Biografía
Nació en Bogotá el 15 de abril de 1905, hijo de una pareja de antioqueños, el médico Luis Zea Uribe y de Clorinda Hernández Ospina. Contrajo matrimonio con Beatriz Gutiérrez Muñoz con quien tuvo dos hijos: Luis Germán y Juan Manuel, y tuvo otra hija por fuera de este matrimonio con Carlota Soto, cuyo nombre es Gloria Zea, quien creció en el mismo hogar. Se graduó en la cohorte de 1931 de la Facultad de Derecho y Ciencias Políticas de la Sede Principal de la Universidad Libre, de la cual fue su Presidente entre 1957 y 1961.
Comenzó su carrera política como personero de la ciudad y secretario de gobierno. El presidente Eduardo Santos lo nombró alcalde de Bogotá en octubre de 1938 y permaneció en el cargo hasta 1941. En el mes de mayo de 1941 fue nombrado contralor general, cargo en el que permaneció hasta octubre de ese mismo año, cuando fue nombrado consejero de la Embajada de Colombia en Argentina. El designado presidencial Darío Echandía lo nombró Gobernador de Cundinamarca el 8 de noviembre de 1943.
El 7 de agosto de 1958 fue nombrado Ministro de Justicia del entrante presidente Alberto Lleras Camargo y se mantuvo en el cargo hasta el 5 de mayo de 1960. Ese mismo año fue parte de la Dirección Nacional Liberal. Posteriormente fue nombrado embajador de Colombia ante las Naciones Unidas entre 1961 y 1965. Al año siguiente el presidente Carlos Lleras Restrepo no mombró Ministro de Relaciones Exteriores y permaneció dos años como Canciller. Entre 1975 y 1977 volvió a representar a Colombia en las Naciones Unidas y finalmente el presidente Julio César Turbay le dio el Ministerio de Gobierno, permaneciendo hasta el 15 de mayo de 1981.

### Reinado Nacional de Belleza
Acompañó como jurado del Primer Reinado Nacional de Belleza a Darío Echandía y Felipe Lleras. Allí fue elegida como primera Señorita Colombia, María Yolanda Emiliani Román, hermana del jurista y político colombiano Raimundo Emiliani Román.

## Fallecimiento y funerales
Zea murió en la Fundación Santa Fe de Bogotá el 8 de febrero de 1989, tras pasar diez días hospitalizado por una bronconeumonía. Su velación fue realizada en el Salón Elíptico del Capitolio Nacional de Colombia siendo sepultado luego en el Cementerio Central de Bogotá.